# Sándor Petőfi

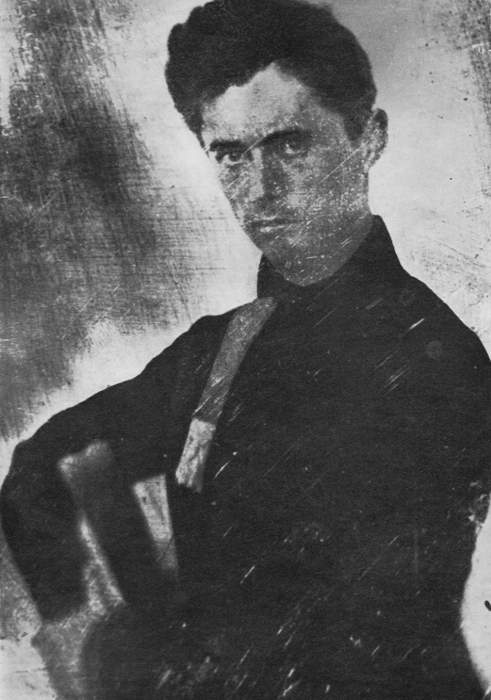
Daguerreotype van Sándor Petőfi

Sándor Petőfi (Kiskőrös, 1 januari 1823 – Segesvár, 31 juli 1849) was een Hongaars dichter en een sleutelfiguur in de Hongaarse Revolutie van 1848. Hij werd geboren als Alexander Petrovics in een Slowaakse familie en zijn moedertaal was Slowaaks. Zijn vader was Stephan (Stephanus - Istvan) Petrovics (Стеван Петровић), een Serviër (Србин). Hij geldt als de Nationale dichter van Hongarije.
Talloze straten in Hongaarse steden zijn naar hem vernoemd. In Boedapest alleen al zijn er 11 Petőfi-straten, 4 Petőfi-pleinen en een brug, namelijk de Petőfi hid, een van Boedapests bruggen over de Donau. 
Op 15 maart 1848 droeg Petőfi op het Vörösmarty-plein zijn bekendste werk, het gedicht 'Nemzeti dal' (Lied van het Volk), voor aan een menigte opstandelingen. Vandaag de dag nog wordt het gedicht aangehaald in tijden van verdeeldheid of juist saamhorigheid onder het Hongaarse volk.
- Bibsys: 90127278
- Biblioteca Nacional de España: XX824823
- Bibliothèque nationale de France: cb11919432z (data)
- Catàleg d'autoritats de noms i títols de Catalunya: 981058602785306706
- CiNii: DA02960616
- Gemeinsame Normdatei: 118593226
- International Standard Name Identifier: 0000 0000 8137 6448
- Library of Congress Control Number: n79141240
- Nationale Bibliotheek van Letland: 000072516
- MusicBrainz: 59a209a6-91c7-43c7-9acb-2bb9442bab24
- Bibliotheek van het Japanse parlement: 00551372
- Nationale Bibliotheek van Tsjechië: jn20000701396
- Nationale bibliotheek van Australië: 35419464
- Nationale Bibliotheek van Israël: 987007266407905171
- Nationale Bibliotheek van Polen: a0000001181748
- Nationale en Universitaire bibliotheek Zagreb: 000068625
- Nederlandse Thesaurus van Auteursnamen: 069807418
- Réseau des bibliothèques de Suisse occidentale: 02-A003688024
- LIBRIS: 239092
- SNAC: w67w6p0h
- Système universitaire de documentation: 027335992
- Trove: 946182
- Virtual International Authority File: 59087691
- WorldCat: E39PBJmXFDWmJ7hFRyC8GQY773